# Pholidichthys anguis
Espèce
Pholidichthys anguis est une espèce de poissons marins de la famille Pholidichthyidae.

## Répartition
Pholidichthys anguis se rencontre dans le Pacifique central ouest, au large du Territoire du Nord (Australie). Ce poisson est présent entre 19 et 70 m de profondeur.

## Description
L'holotype de Pholidichthys anguis, une femelle mature, mesure 245 mm de longueur totale.

## Classification
Le nom valide complet (avec auteur) de ce taxon est Pholidichthys anguis Springer & Larson (d), 1996,.

## Étymologie
Son épithète spécifique, du latin anguis, « serpent », lui a été donnée en référence à la forme générale de son corps.

## Publication originale
- (en) Victor G. Springer et Helen K. Larson (d), « Pholidichthys anguis, a new species of pholidichthyid fish from Northern Territory and Western Australia », Proceedings of the Biological Society of Washington, Washington, vol. 109, no 2,‎ 25 juin 1996, p. 353-365 (ISSN 0006-324X, e-ISSN 1943-6327, lire en ligne, consulté le 28 janvier 2024).